# 口嚼酒
口嚼酒（日语：／）又稱嚼酒，是将米之类的谷物和根菜、果实等放入口中咀嚼并吐出，然后放置而成的一种酒。古代日本、琉球和阿伊努人居住地区均酿造过这种酒，拉丁美洲和非洲等世界其他地区也有发现此酒的记录，但现在的酿造地区仅剩下亚马逊平原等个别区域。由于口嚼酒通常由女性制作，所以在真腊也称为“美人酒”。有说法认为人类酿酒术起源于口嚼酒。
考虑到其传到日本列岛的时期和相关的制作方法、文化等方面，雖然口嚼酒和日本酒都是以米作为製作的原料，但一般认为口嚼酒不是日本酒的原型。

## 制作方法
首先将含有淀粉的食物放入口中咀嚼，唾液中的淀粉酶会使淀粉糖化。随后制作者会将口中物质吐出并放置一段时间，存在于环境中的野生酵母便会把其中的糖类发酵成酒精，从而形成口嚼酒。
除了上述直接咀嚼生原料的制作方法以外，也有人会在咀嚼前把原料煮熟，或是先使其酸败后再放入口中。煮熟的原料糖化起来更容易，这种制法被一些台湾原住民族采用。酸败的原料则可以抑制杂菌的繁殖，使乳酸能在酸性条件下更好地发酵，这与拉丁美洲的奇恰酒等酒精饮料的制法相似。
往吐出的物质中加水有时可以促进发酵过程，这种做法与中国系酿造酒的影响有关。

## 历史
口嚼酒的起源地目前尚不明确，但有较强证据显示其可能起源于东南亚到南太平洋一带，这一区域曾在谷物外也食用其他含有淀粉的植物。当时稻米已经传到了阿萨姆地区和云南，作为这些地区存在的稻作文化与东南亚、南太平洋文化圈的融汇点，马来西亚等东南亚地区很可能是米製口嚼酒的起源地。
此外，《魏书》卷一百的列传第八十八中勿吉国部分有“嚼米醞酒 飲能至醉”的字句，同时还记载了今滨海边疆区和蒙古等地有用米酿制口嚼酒的情况。《北史》卷九十四的列传第八十二中也描述勿吉国“嚼米為酒 飲之亦醉”。
至于日本列岛上的米製口嚼酒，一般认为其出现于绳纹时代后期。
在名为泡盛的蒸馏酒普及之前，利用人体唾液发酵作用制作的口嚼酒在冲绳广泛存在，冲绳群岛直到近代都在制作祭事用的口嚼酒。洗净身体的女性首先会咀嚼生米并用盐将牙齿刷干净，然后她们将仔细咀嚼刚出锅的米饭，在合适的时候吐入容器。接着容器里会放入少许的水并用石臼搅磨，在内容物变粘稠后便会将其倒入罐子中发酵。这类酒在不同地区有不同名称，例如冲绳本岛的 Unsaku（ Unshaku）、 Miki、 Michi，宫古的 Miki（ Nkii），八重山的 Mishagu、 Mishu（ Misu）等，这些称呼都包含“神酒”相关的含义。尽管冲绳早已不再制作一般的口嚼酒，但在伊平屋岛、宫古和八重山的一些地方，口嚼酒的制作一直到20世纪30年代才停止。

## 神事
在日本和台湾，举行部分神事时也会制作口嚼酒，此时会选取巫女或处女作为咀嚼原料的人。和日本本土类似，琉球也曾制作名叫的口嚼酒供神事使用。现在冲绳的部分地区仍会在祭事时制作口嚼酒。

## 与日语词语的关系
日语中的一词可表达酿酒之意，有观点认为该词可能起源于“口嚼酒”中的“嚼”。然而在西原刊行会出版的书籍《酒》中，日本一位名叫住江金之的农业博士认为它们是不同系统的词语，主张酿酒的一词应由转化而来。

## 相关古文
《尘袋》第9

《万叶集》
一般认为下列和歌中提到的是酒麴酿制的酒，但也有可能是口嚼酒。
- [15]
  - 为你酿的待酒 要在安之野独饮了吗 没有朋友 - 大伴旅人 卷4-555 天平元年（729年）左右的和歌。
- [16]
  - 美味的米在水中酿酒 我的等待没有效果 因你不愿直接过来 - 车持氏娘子 卷16-3810

## 衍生作品
- 《口嚼酒之行》（口噛み酒トリップ）RADWIMPS - 动画电影《你的名字。》插入曲

## 脚注
1. ↑   （日語）
2. ↑   （日語）
3. 1 2 3 4 5 6 7 8 9 10 11 12 13 14 15  加藤百一.   1版1刷. 技報堂出版. 1987-02-25: 13–19. ISBN 4-7655-4212-2 （日语）.
4. 1 2 3  外池良三 (编).   初版. 東京堂出版. 2005-08-15: 69. ISBN 4-490-10671-8 （日语）.
5. ↑  月桂冠. .   [2008-03-30]. （原始内容存档于2011-11-08） （日语）.
6. ↑  友田, 晶子. . All About.   [2016-11-02]. （原始内容存档于2016-10-14） （日语）.
7. ↑  赤岩, 明. . All About. 2015-08-19  [2016-11-02]. （原始内容存档于2016-11-02） （日语）.
8. ↑  凌純聲. . 中央研究院民族學研究所集刊. 1957, 4: 1–30  [2016-11-05]. （原始内容存档于2016-11-05）.
9. ↑  李延壽. . 朔雪寒. 2015-08-22: 1323  [2016-11-03]. GGKEY:0PFQLSS3L57 （中文（繁體））.
10. 1 2 3 4   （页面存档备份，存于） p47 （日語）
11. ↑  萩尾, 俊章.  (PDF). . 1992  [2016-11-02]. （原始内容 (PDF)存档于2016-11-02） （日语）.
12. ↑  石川, 信夫.  (PDF). . 2000, 95 (7): 520–525  [2016-11-02]. ISSN 0914-7314. doi:10.6013/jbrewsocjapan1988.95.520. （原始内容存档于2016-11-03） （日语）.
13. ↑   （日語）
14. ↑  [永久] （日語）
15. ↑   （页面存档备份，存于） （日語）
16. ↑   （页面存档备份，存于） （日語）